# Бети Лий Дюран
Бети Лий Дюран (на английски: Betty Lee Duran) е американска писателка на бестселъри в жанра любовен роман. Пише под псевдонимите Рут Джийн Дейл (на английски: Ruth Jean Dale), Лий Дюран (Lee Duran) и Джийн Стриблинг (на английски: Jean Stribling).

## Биография и творчество
Бети Ли Дюран е родена през 1942 г. в Озарк, Мисури, САЩ. Живее в родния си град до 12 години, когато баща ѝ започва работа по строителството на магистрали в цялата страна. Живее и учи в училищата на Южна Дакота, Канзас, Илинойс, Охайо, Мичиган и Ню Джърси.
След дипломирането си с магистърска степен по журналистика от Университета на Мисури отива на работа в Американския флот. Там среща съпруга си, с когото имат 4 дъщери. Живеят в Илинойс, Калифорния и Тексас, а в началото на 90-те се преместват в Болдуин Парк, Южна Калифорния, в гориста местност, северно от Колорадо Спрингс. След отглеждане на децата си става репортер.
Преди Деня на благодарността 1984 г. получава мозъчен аневризъм, довел до 3 операции и двуседмична кома, следвани от дълго, но пълно възстановяване. Започва отново работа като репортер в двуседмично списание и едновременно с това започва да пише романи.
Продава първия си любовен роман „Extra! Extra!“ през юли 1988 г. Той е издаден през 1989 г. под псевдонима Рут Джийн Дейл, след което тя напуска работата си и се посвещава на писателската ки кариера.
През 2000 г. съпругът ѝ претърпява инсулт и тя прекратява писането на любовни романи. След смъртта му през 2008 г. пише като Лий Дюран. Автор е на общо 38 романа, от които два като Лий Дюран.

## Произведения

### Като Рут Джийн Дейл

#### Самостоятелни романи
- Extra! Extra! (1989)
- Together Again (1990)
- One More Chance (1990)
Дар на съдбата, изд. „Арлекин България“ (1993), прев. Пенка Стефанова
- Society Page (1990)
Светската Пейдж, изд. „Арлекин България“ (1992), прев. Елия Илиева
- A Million Reasons Why (1991)
- Sweet Revenge (1993) – като Джийн Стриблинг
- The Seven-Year Itch (1996)
- One in a Million (1999)
- Parents Wanted! (1999)
- Fiance Wanted! (2000)

#### Серия „Фамилия Тагъртс от Тексас“ (Taggarts of Texas)
1. Legend! (1993)
2. Fireworks! (1992)
3. The Red-Blooded Yankee! (1992)
Пламенният янки, изд. „Арлекин България“ (1993), прев. Калина Дамянова
4. Showdown! (1992)
Изпитанието, изд. „Арлекин България“ (1993), прев. Борис Дамянов
5. Hitched! (2000)

#### Серия „Фамилия Камерън от Колорадо“ (Camerons of Colorado)
1. Kids, Critters and Cupid (1996)
2. The Cupid Conspiracy (1996)
3. The Cupid Chronicles (1996)
4. Cupid's Revenge (1998)

#### Серия „Бятство от сватбата“ (Runaway Wedding)
1. Runaway Wedding (1996)
2. A Simple Texas Wedding (1996)
3. Runaway Honeymoon (1996)

#### Серия „Попаднали в Тексас“ (Gone to Texas!)
1. The Wrangler's Woman (2000)
2. Almost a Cowboy (2000)
3. The Cowgirl's Man (2000)

#### Участие в общи серии с други писатели

##### Серия „Бунтовници и мошеници“ (Rebels & Rogues)
- The Red-Blooded Yankee! (1992)

от серията има още 20 романа от различни автори

##### Серия „Завръщане в ранчото“ (Back To The Ranch)
12. Wild Horses! (1994)
от серията има още 12 романа от различни автори

##### Серия „Простото е най-добро“ (Simply The Best)
- Breakfast in Bed (1997)

от серията има още 3 романа от различни автори

##### Серия „Майчини срещи“ (Matchmaking Moms)
- A Royal Pain (1997)

от серията има още 2 романа от различни автори

##### Серия „Търсят се тексаски младоженци“ (Texas Grooms Wanted)
- Bachelor Available! (1998)

от серията има още 2 романа от различни автори

##### Серия „Вихърни сватби“ (Whirlwind Weddings)
- Dash to the Altar (1998)

от серията има още 5 романа от различни автори

##### Серия „Герой под наем“ (Hero for Hire)
6. A Private Eyeful (1998)
от серията има още 4 романа от различни автори

##### Серия „Наследството на Лион“ (Lyon Legacy)
1. Lyon Legacy (1999) – сборник с Роз Дени Фокс и Пег Съдърланд
2. Family Secrets (1999)
от серията има още 2 романа от Роз Дени Фокс и Пег Съдърланд

##### Серия „Ергенски търг“ (Bachelor Auction)
8. Shane's Last Stand (2000)
от серията има още 15 романа от различни автори

##### Серия „Разходка по пътеката“ (Walk Down the Aisle)
- Trading Places (2001)

от серията има още 7 романа от различни автори

#### Сборници
- Friends, Families, Lovers (1993) – с Катлийн Ийгъл и Сандра Кит
- Honeymoon Suite (1995) – с Дженифър Блейк, Маргарет Броунли и Шерил Лин
- Flower Girls (1996) – с Бевърли Бийвър, Маргарет Броунли и Джанет Дейли
- Bridal Showers (1998) – с Кейт Хофман и Жул Макбрайд
- One in a Million / Love, Texas Style (1999) – с Кимбърли Райе
- Something About Ewe / Purrfect Man (2001)

### Като Лий Дюран

#### Самостоятелни романи
- Spittin' Image (2001) – с Маргарет Броунли
- Meant For Each Other (2008)